# Willi Orbán
Willi Thomas Orbán (Kaiserslautern, 1992. november 3. –) magyar–lengyel származású német születésű labdarúgó, hátvéd. A Bundesligában szereplő RB Leipzig és a magyar labdarúgó-válogatott tagja.
A Kaiserlauternben nevelkedett, ahol az utánpótláscsapatokat végigjárva került fel a felnőtt keretbe, onnan igazolt 2015 nyarán az RB Leipzighez. 2014 és 2015 között két alkalommal szerepelt a német U21-es válogatottban. Magyar származása miatt több alkalommal is felmerült a neve, hogy legyen a magyar nemzeti válogatott tagja, emiatt Bernd Storck és a Georges Leekens is megkereste, de végül 2018-ban Marco Rossi hívásának tett eleget.

## Pályafutása

### Klubcsapatokban

#### Kaiserslautern
Orbán 1997-ben az 1. FC Kaiserslautern utánpótlásában kezdte pályafutását. 2007-ben felkerült az U17-es csapatba, majd 2009. július 1-jén már az U19-es csapat tagja volt. 2011-ben került fel az első csapat keretébe, közben a második csapatban kapott több játéklehetőséget. Augusztus 20-án lépett első alkalommal pályára a második csapatban az Fortuna Köln elleni negyedosztályú bajnoki mérkőzésen kezdőként. Egy héttel később a Bayern München elleni bajnokin debütált az első csapatban, 3 percet kapott Thánosz Pécosz cseréjeként. Szeptemberben sérülést szenvedett, ennek következtében nehezen verekedte magát vissza a csapatba. December 3-án az SC Wiedenbrück ellen megszerezte első gólját a második csapatban, a 38. percben a találkozó első találatát. 2012. március 3-án ismét eredményes volt, a 74. percben vette be a TuS Koblenz kapuját. Április 28-án szezonbeli harmadik gólját is megszerezte az Eintracht Trier ellen 3–1-re elvesztett bajnokin.
A 2012-13-as szezonban a tartalék csapat csapatkapitánya lett és az 1. fordulóban az FSV Frankfurt II ellen csapata harmadik gólját szerezte. November 16-án duplázott az FC 08 Homburg ellen 3–0-ra megnyert negyedosztályú bajnoki mérkőzésen. 2013. május 12-én az első csapatban is megszerezte az első gólját a Bundesliga 2-ben az SSV Jahn Regensburg ellen. Augusztus 12-én első alkalommal viselte a felnőttek között a csapatkapitányi karszalagot, a Greuther Fürth ellen 2–1-re elvesztett mérkőzésen. Október 20-án a Karlsruher volt az ellenfél és a 2. félidőre küldte pályára Kosta Runjaic vezetőedző Alexander Ring helyére és a 62. percben Marc Torrejón passzából volt eredményes. December 3-án a német kupában is megszerezte az első gólját, méghozzá az 1. FC Union Berlin elleni nyolcaddöntő mérkőzésen. 2014. március 26-án szezonbéli utolsó gólját szerezte az Arminia Bielefeld elleni 1–1-re végződő bajnoki mérkőzésen.
A 2014–15-ös szezont továbbra is másodosztályban folytatták. Az 5. fordulóban az FSV Frankfurt ellen győztes gólt szerzett a Fritz Walter Stadionban megrendezett bajnokin. December 6-án az Erzgebirge Aue ellen 3–0-ra megnyert mérkőzésen két gólt szerzett, a 7. és a 41. percben. 2015. február 8-tól ő lett a csapatkapitánya a Kaiserlauternnek. Április 4-én az 1. FC Heidenheim volt a klub vendége a 27. fordulóban, első gólt szerezte a 7. percben a 4–0-ra magabiztosan megnyert találkozón. A szezont 31 bajnoki és 3 kupamérkőzéssel zárta, valamint 4 gólt szerzett.

#### RB Leipzig
2015 májusában bejelentették, hogy a bajnoki rivális RB Leipzig csapatánál folytatja a 2015–16-os szezontól, 4 éves szerződést írt alá. Július 25-én debütált a Bundesliga 2-ben új klubjában az FSV Frankfurt ellen 1–0-ra megnyert mérkőzésen kezdőként. 2016. február 19-én az Union Berlin ellen megszerezte első gólját a 3–0-ra megnyert mérkőzésen. Márciusban két alkalommal is viselhette a csapatkapitányi karszalagot. 32 bajnokin és 1 kupa mérkőzésen lépett pályára a szezon során. A következő idényben a Bundesligában a TSG 1899 Hoffenheim ellen az 1. fordulóban sárga lapos figyelmeztetést kapott, ezzel csapata első élvonalbeli sárga lapját szerezte meg. Az idény elején csapatkapitányi pozícióba tette Ralph Hasenhüttl vezetőedző. November 18-án a Bayer 04 Leverkusen ellen megszerezte első élvonalbeli gólját. December 17-én a Hertha BSC ellen fejjel volt eredményes és a forduló végén a tabella második helyén álltak. 2017. április 1-jén az SV Darmstadt 98 ellen 4–0-ra megnyert bajnoki találkozón a 79. percben csapata harmadik gólját szerezte.

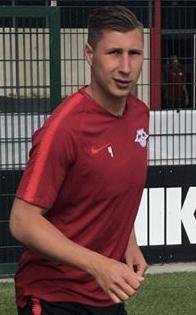
2018-ban

A 2017–18-as szezonban bemutatkozott a Bajnokok Ligájában. Augusztus 27-én az SC Freiburg ellen a Red Bull Arénában megrendezett bajnoki találkozón 4–1-re nyertek és egy góllal járult hozzá. Szeptember 13-án a nemzetközi porondon is bemutatkozott, a bajnokok ligájában a francia AS Monaco ellen hazai pályán 1–1-es döntetlent értek el. Október 17-én a portugál FC Porto ellen első nemzetközi gólját is megszerezte. Hónap végén meghosszabbította a szerződését, 2022-ig szóló megállapodást írt alá a klubbal. December 17-én 3–2-es vereséget szenvedtek a Dárdai Pál vezette Hertha BSC ellen, a találkozón egy gólt szerzett. 2018. március 31-én a Hannover 96 ellen megszerezte harmadik gólját a szezon során.
A 2018–19-es szezonban már a harmadik bajnoki mérkőzésén eredményes tudott lenni, a lipcsei együttes a még nyeretlen VfB Stuttgartot verte meg két góllal. 2019. február 1-jén duplázott a Hannover 96 csapata ellen 3–0-ra megnyert bajnoki mérkőzésen. A 65. percben Marcel Halstenberg szögletrúgása után rosszul jött ki a kapujából Michael Esser, az üresen érkező Orbán két méterről a kapuba lőtte a labdát. A 86. percben egy újabb szöglet után megszerezte a második gólját is a mérkőzésen. 2019. február 25-én a Hoffenheim ellen a 89. percben Marcel Halstenberg indítását becsúszva lőtte a kapuba, ezzel kialakította az 1–1-s végeredményt. Május 25-én a Bayern München ellen 3–0-ra kikaptak a német labdarúgókupa-döntőjében.
A 2019–2020-as idényben az 5. fordulóban szerezte meg első gólját a Werder Bremen ellen, Christopher Nkunku szöglete után fejelt Jiří Pavlenka kapujába. A Zenyit elleni Bajnokok Ligája csoportmérkőzésen 150. tétmérkőzését játszotta a csapatban. 2019. október 30-án, egy Werder Bremen elleni kupamérkőzésen szenvedett súlyos térdsérülést, amelyet követően meg kellett műteni és több hónapos kihagyás várt rá. 2020. május 24-én, a Mainz elleni idegenbeli 5–0-s győzelem alkalmával a 60. percben csereként lépett pályára, összesen 207 napos kihagyást követően. A Bajnokok Ligájában a Leipzig az elődöntőig jutott, ahol a Paris Saint-Germain 3–0-ra győzött. Orbán a 84. percben állt be csereként a találkozón.
A 2020–2021-es szezonban a 3. fordulóban sérülése óta először kapott helyet a Leipzig kezdőcsapatában és ő szerezte csapata harmadik gólját a Schalke ellen 4–0-ra megnyert mérkőzésen. A 10. fordulóban, a Bayern München elleni idegenbeli 3–3-as döntetlen alkalmával játszotta 100. Bundesliga-mérkőzését. December 22-én a Német Kupa 2. fordulójában gólt fejelt az Augsburg 3–0-ra megnyert mérkőzésen. 2021. január 16-án a bajnokságban a VfL Wolfsburg ellen a védelem hibáját kihasználva a gólvonalról egyenlített ki, és állította be a 2–2-es eredményt.
2021. március 19-én megdöntötte az egy mérkőzésen belül adott passzok számát a Bundesligában, miután 163-szor passzolt az Arminia Bielefeld elleni bajnoki mérkőzésen. Április 9-én klubja bejelentette, hogy három évvel meghosszabbították a 2022-ben lejáró szerződését Orbánnak, továbbá az is közölték, hogy a klub alkalmazásában marad pályafutását követően is.
A Leipzig a Német Kupa döntőjét 4–1 arányban elveszítette a Borussia Dortmund ellenében, Orbán nem lépett pályára a mérkőzésen. A szezon végén a klub szurkolói őt választották az év játékosának.
A következő szezon első tétmérkőzését 2021. augusztus 7-én játszotta a Leipzig a Német Kupában a Sandhausen ellen. Orbán a kezdőcsapatban kapott helyet, ő szerezte csapata első gólját. A Leipzig 4–0-s győzelemmel jutott tovább. 2022. január 23-án a VfL Wolfsburg elleni bajnoki mérkőzésen a 76. percben André Silva fejelt a kapu irányába, de a lécről lefelé pattant a labda, amit Orbán a kapuba fejelt, ezzel megszerezte csapata vezető gólját a 2–0-ra megnyert találkozón. Február 24-én a spanyol Real Sociedad elleni Európa-liga nyolcaddöntő rájátszásának második mérkőzésén a 39. percben André Silva büntetőjét Mathew Ryan védte, de a kipattanó labdát Orbán a kapuba lőtte és ezzel megszerezte a vezetést csapatának. A mérkőzést 3–1-re nyerték meg, összesítésben pedig 5–3-mal jutottak tovább a nyolcaddöntőbe. Május 14-én a bajnokság utolsó fordulójában az Arminia Bielefeld ellen 1–1-re végződő találkozón a 93. percben Szoboszlai Dominik középre ívelt szabadrúgását követően fejelt a kapuba.
2022. május 21-én a Freiburg elleni kupadöntőn (1–1) hosszabbítás után tizenegyesekkel (4–2) győztek, a lipcsei csapat tagjaként történelmet írtak a klub első Német labdarúgókupa aranyérmével.
2023. augusztus 12-én Német-szuperkupa győztes lett, miután 3–0-ra megverték a Bayern München csapatát.

### A válogatottban
2014. november 13-án mutatkozott be a német U21-es válogatottban a holland U21-es válogatott elleni felkészülési mérkőzésen, a 83. percben Christian Günter cseréjeként küldte pályára Horst Hrubesch. 2015. március 27-én második és egyben utolsó mérkőzésén lépett pályára a német korosztályos válogatottban az olasz U21-es válogatott ellen 2–2-es döntetlennel véget érő barátságos találkozón, kezdőként végig a pályán volt.
A magyar válogatottnál több alkalommal is felmerült a neve, Bernd Storck és a Georges Leekens is megkereste. 2018 júliusában a magyar válogatottat választotta, amikor októberben meghívót kapott Marco Rossi szövetségi kapitánytól a görög és az észt válogatott elleni Nemzetek Ligája mérkőzésekre készülő magyar válogatott 25 fős keretébe. Október 12-én be is mutatkozott Görögország ellen, kezdőként lépett pályára az Olimpiai Stadionban. A mérkőzést 1–0-ra a görögök nyerték meg Kósztasz Mítroglu góljával. A Nemzeti Sport olvasói Orbánt szavazták meg a mérkőzés legjobbjának a magyar válogatott tagjai közül. 2018. november 15-én megszerezte első válogatott gólját az Észtország elleni Nemzetek Ligája mérkőzésen. A 8. percben jó ütemben érkezett a szögletből beadott labdára és remek mozdulattal fejelte a hálóba. A 2020-as Európa-bajnokság selejtezőjének harmadik fordulójában 2019. június 8-án Azerbajdzsán ellen idegenben duplázni tudott, és a válogatott 3–1-es győzelmet aratott.
2020. október 8-án a Bulgária ellen 3–1-re megnyert Európa-bajnoki pótselejtezőn ő szerezte a válogatott első gólját.
2021. június 1-jén Marco Rossi szövetségi kapitány nevezte őt a magyar válogatott Európa-bajnokságra készülő 26 fős keretébe. A kontinenstornán a magyar válogatott mindhárom csoportmérkőzésén végig a pályán volt.

## Magánélete
Németországban, Kaiserslauternben született Orbán Vilmos és lengyel származású édesanyjától, aki német állampolgár. Szülei 2000-ben elváltak, édesapja Oroszlányban él, ahol nyaranta a kis Willi sok időt töltött. Származása és állampolgársága miatt a német vagy akár a lengyel válogatottat is választhatta volna, de ez utóbbi amiatt nem került szóba, mert édesanyja német állampolgár lett. Apjával németül beszélnek, bár gyermekkorában tanult magyarul és azóta is ha csak teheti a magyar nyelvet is szeretné elsajátítani, hiszen ezzel is szeretne még jobban beilleszkedni a magyar válogatottba.
Középfokú oktatásban végzett a Heinrich-Heine-Gimnáziumban, Kaiserslauternben.

## Statisztika

### Klubcsapatokban
2025. augusztus 16-i állapot szerint.
| Klub              | Szezon           | Bajnokság            | Bajnokság | Bajnokság | Kupa  | Kupa  | Nemzetközi | Nemzetközi | Egyéb | Egyéb | Összes | Összes |
| Klub              | Szezon           | Osztály              | Mérk.     | Gólok     | Mérk. | Gólok | Mérk.      | Gólok      | Mérk. | Gólok | Mérk.  | Gólok  |
| ----------------- | ---------------- | -------------------- | --------- | --------- | ----- | ----- | ---------- | ---------- | ----- | ----- | ------ | ------ |
| Kaiserslautern II | 2011–12          | Regionalliga Südwest | 23        | 3         | —     | —     | —          | —          | —     | —     | 23     | 3      |
| Kaiserslautern II | 2012–13          | Regionalliga Südwest | 12        | 4         | —     | —     | —          | —          | —     | —     | 12     | 4      |
| Kaiserslautern II | Összesen         | Összesen             | 35        | 7         | —     | —     | —          | —          | —     | —     | 35     | 7      |
| Kaiserslautern    | 2011–12          | Bundesliga           | 2         | 0         | —     | —     | —          | —          | —     | —     | 2      | 0      |
| Kaiserslautern    | 2012–13          | Bundesliga 2         | 7         | 1         | —     | —     | —          | —          | 2     | 0     | 9      | 1      |
| Kaiserslautern    | 2013–14          | Bundesliga 2         | 28        | 2         | 4     | 1     | —          | —          | —     | —     | 32     | 3      |
| Kaiserslautern    | 2014–15          | Bundesliga 2         | 31        | 4         | 3     | 0     | —          | —          | —     | —     | 34     | 4      |
| Kaiserslautern    | Összesen         | Összesen             | 68        | 7         | 7     | 1     | —          | —          | 2     | 0     | 77     | 8      |
| RB Leipzig        | 2015–16          | Bundesliga 2         | 32        | 1         | 1     | 0     | —          | —          | —     | —     | 33     | 1      |
| RB Leipzig        | 2016–17          | Bundesliga           | 28        | 3         | 1     | 0     | —          | —          | —     | —     | 29     | 3      |
| RB Leipzig        | 2017–18          | Bundesliga           | 26        | 3         | 2     | 0     | 9          | 1          | —     | —     | 37     | 4      |
| RB Leipzig        | 2018–19          | Bundesliga           | 24        | 4         | 4     | 0     | 11         | 0          | —     | —     | 39     | 4      |
| RB Leipzig        | 2019–20          | Bundesliga           | 12        | 1         | 2     | 0     | 4          | 0          | —     | —     | 18     | 1      |
| RB Leipzig        | 2020–21          | Bundesliga           | 29        | 4         | 5     | 1     | 6          | 0          | —     | —     | 40     | 5      |
| RB Leipzig        | 2021–22          | Bundesliga           | 30        | 2         | 6     | 1     | 8          | 1          | —     | —     | 44     | 4      |
| RB Leipzig        | 2022–23          | Bundesliga           | 33        | 4         | 6     | 1     | 8          | 0          | 1     | 0     | 48     | 5      |
| RB Leipzig        | 2023–24          | Bundesliga           | 19        | 0         | —     | —     | 2          | 1          | 1     | 0     | 22     | 1      |
| RB Leipzig        | 2024–25          | Bundesliga           | 25        | 5         | 5     | 0     | 8          | 0          | —     | —     | 38     | 5      |
| RB Leipzig        | 2025–26          | Bundesliga           | 0         | 0         | 1     | 1     | —          | —          | —     | —     | 1      | 1      |
| RB Leipzig        | Összesen         | Összesen             | 258       | 27        | 33    | 4     | 56         | 3          | 2     | 0     | 349    | 34     |
| Karrier összesen  | Karrier összesen | Karrier összesen     | 361       | 41        | 40    | 5     | 56         | 3          | 4     | 0     | 461    | 49     |

1. ↑  Mérkőzése(i) a Bundesliga osztályozón
2. ↑  Mérkőzése(i) a Bajnokok Ligájában (hat mérkőzés), és az Európa Ligában (három mérkőzés)
3. ↑  Mérkőzése(i) az Európa Ligában (hatszor lépett pályára a selejtezőben)
4. 1 2 3 4 5  Mérkőzése(i) a Bajnokok Ligájában
5. ↑  Mérkőzése(i) a Bajnokok Ligájában (négy mérkőzés) és az Európa Ligában (négyszer lépett pályára; egy gólt szerzett)
6. ↑  Mérkőzése a 2022-es Német labdarúgó-szuperkupában
7. ↑  Mérkőzése a 2023-as Német labdarúgó-szuperkupában

### A válogatottban
| Magyarország | Magyarország | Magyarország |
| Év           | Mérk.        | Gólok        |
| ------------ | ------------ | ------------ |
| 2018         | 4            | 1            |
| 2019         | 8            | 2            |
| 2020         | 6            | 1            |
| 2021         | 10           | 1            |
| 2022         | 9            | 0            |
| 2023         | 6            | 1            |
| 2024         | 11           | 0            |
| 2025         | 4            | 0            |
| Összesen     | 58           | 6            |

### Mérkőzései a válogatottban
| Magyarország | Magyarország         | Magyarország                           | Magyarország        | Magyarország | Magyarország        | Magyarország    | Magyarország | Magyarország |
| #            | Dátum                | Helyszín                               | Hazai               | Eredmény     | Vendég              | Kiírás          | Gólok        | Esemény      |
| ------------ | -------------------- | -------------------------------------- | ------------------- | ------------ | ------------------- | --------------- | ------------ | ------------ |
| 1.           | 2018. október 12.    | Athén, Olimpiai Stadion                | Görögország         | 1 – 0        | Magyarország        | Nemzetek Ligája | -            |              |
| 2.           | 2018. október 15.    | Tallinn, A. Le Coq Aréna               | Észtország          | 3 – 3        | Magyarország        | Nemzetek Ligája | -            |              |
| 3.           | 2018. november 15.   | Budapest, Groupama Aréna               | Magyarország        | 2 – 0        | Észtország          | Nemzetek Ligája | 1            | 8'           |
| 4.           | 2018. november 18.   | Budapest, Groupama Aréna               | Magyarország        | 2 – 0        | Finnország          | Nemzetek Ligája | -            |              |
| 5.           | 2019. március 21.    | Nagyszombat, Anton Malatinský Stadion  | Szlovákia           | 2 – 0        | Magyarország        | Eb-selejtező    | -            |              |
| 6.           | 2019. március 24.    | Budapest, Groupama Aréna               | Magyarország        | 2 – 1        | Horvátország        | Eb-selejtező    | -            |              |
| 7.           | 2019. június 8.      | Baku, Olimpiai Stadion                 | Azerbajdzsán        | 1 – 3        | Magyarország        | Eb-selejtező    | 2            | 18' 53'      |
| 8.           | 2019. június 11.     | Budapest, Groupama Aréna               | Magyarország        | 1 – 0        | Wales               | Eb-selejtező    | -            |              |
| 9.           | 2019. szeptember 5.  | Podgorica, Podgoricai Stadion          | Montenegró          | 2 – 1        | Magyarország        | barátságos      | -            | a szünetben  |
| 10.          | 2019. szeptember 9.  | Budapest, Groupama Aréna               | Magyarország        | 1 – 2        | Szlovákia           | Eb-selejtező    | -            |              |
| 11.          | 2019. október 10.    | Split, Poljud Stadion                  | Horvátország        | 3 – 0        | Magyarország        | Eb-selejtező    | -            |              |
| 12.          | 2019. október 13.    | Budapest, Groupama Aréna               | Magyarország        | 1 – 0        | Azerbajdzsán        | Eb-selejtező    | -            |              |
| 13.          | 2020. szeptember 3.  | Sivas, Sivas Arena                     | Törökország         | 0 – 1        | Magyarország        | Nemzetek Ligája | -            |              |
| 14.          | 2020. szeptember 6.  | Budapest, Puskás Aréna                 | Magyarország        | 2 – 3        | Oroszország         | Nemzetek Ligája | -            |              |
| 15.          | 2020. október 8.     | Szófia, Vaszil Levszki Nemzeti Stadion | Bulgária            | 1 – 3        | Magyarország        | Eb-selejtező    | 1            | 17'          |
| 16.          | 2020. október 11.    | Belgrád, Rajko Mitić Stadion           | Szerbia             | 0 – 1        | Magyarország        | Nemzetek Ligája | -            | 56'          |
| 17.          | 2020. október 14.    | Moszkva, VTB Aréna                     | Oroszország         | 0 – 0        | Magyarország        | Nemzetek Ligája | -            |              |
| 18.          | 2020. november 12.   | Budapest, Puskás Aréna                 | Magyarország        | 2 – 1        | Izland              | Eb-selejtező    | -            |              |
| 19.          | 2021. március 25.    | Budapest, Puskás Aréna                 | Magyarország        | 3 – 3        | Lengyelország       | vb-selejtező    | 1            | 78'          |
| 20.          | 2021. március 28.    | Serravalle, Stadio Olimpico            | San Marino          | 0 – 3        | Magyarország        | vb-selejtező    | -            |              |
| 21.          | 2021. június 4.      | Budapest, Szusza Ferenc Stadion        | Magyarország        | 1 – 0        | Ciprus              | barátságos      | -            | 60'          |
| 22.          | 2021. június 8.      | Budapest, Szusza Ferenc Stadion        | Magyarország        | 0 – 0        | Írország            | barátságos      | -            |              |
| 23.          | 2021. június 15.     | Budapest, Puskás Aréna                 | Magyarország        | 0 – 3        | Portugália          | Eb-csoportkör   | -            | 86'          |
| 24.          | 2021. június 19.     | Budapest, Puskás Aréna                 | Magyarország        | 1 – 1        | Franciaország       | Eb-csoportkör   | -            |              |
| 25.          | 2021. június 23.     | München, Allianz Arena                 | Németország         | 2 – 2        | Magyarország        | Eb-csoportkör   | -            |              |
| 26.          | 2021. szeptember 2.  | Budapest, Puskás Aréna                 | Magyarország        | 0 – 4        | Anglia              | vb-selejtező    | -            |              |
| 27.          | 2021. szeptember 5.  | Elbasan, Elbasan Aréna                 | Albánia             | 1 – 0        | Magyarország        | vb-selejtező    | -            |              |
| 28.          | 2021. október 9.     | Budapest, Puskás Aréna                 | Magyarország        | 0 – 1        | Albánia             | vb-selejtező    | -            |              |
| 29.          | 2022. március 29.    | Belfast, Windsor Park                  | Észak-Írország      | 0 – 1        | Magyarország        | barátságos      | -            |              |
| 30.          | 2022. június 4.      | Budapest, Puskás Aréna                 | Magyarország        | 1 – 0        | Anglia              | Nemzetek Ligája | -            |              |
| 31.          | 2022. június 7.      | Cesena, Dino Manuzzi Stadion           | Olaszország         | 2 – 1        | Magyarország        | Nemzetek Ligája | -            |              |
| 32.          | 2022. június 11.     | Budapest, Puskás Aréna                 | Magyarország        | 1 – 1        | Németország         | Nemzetek Ligája | -            |              |
| 33.          | 2022. június 14.     | Wolverhampton, Molineux Stadion        | Anglia              | 0 – 4        | Magyarország        | Nemzetek Ligája | -            |              |
| 34.          | 2022. szeptember 23. | Lipcse, Red Bull Arena                 | Németország         | 0 – 1        | Magyarország        | Nemzetek Ligája | -            |              |
| 35.          | 2022. szeptember 26. | Budapest, Puskás Aréna                 | Magyarország        | 0 – 2        | Olaszország         | Nemzetek Ligája | -            |              |
| 36.          | 2022. november 17.   | Luxembourg, Stade de Luxembourg        | Luxemburg           | 2 – 2        | Magyarország        | barátságos      | -            |              |
| 37.          | 2022. november 20.   | Budapest, Puskás Aréna                 | Magyarország        | 2 – 1        | Görögország         | barátságos      | -            |              |
| 38.          | 2023. március 23.    | Budapest, Puskás Aréna                 | Magyarország        | 1 – 0        | Észtország          | barátságos      | -            |              |
| 39.          | 2023. március 27.    | Budapest, Puskás Aréna                 | Magyarország        | 3 – 0        | Bulgária            | Eb-selejtező    | -            |              |
| 40.          | 2023. június 17.     | Podgorica, Városi stadion              | Montenegró          | 0 – 0        | Magyarország        | Eb-selejtező    | -            |              |
| 41.          | 2023. június 20.     | Budapest, Puskás Aréna                 | Magyarország        | 2 – 0        | Litvánia            | Eb-selejtező    | -            | 54'          |
| 42.          | 2023. szeptember 7.  | Belgrád, Rajko Mitić Stadion           | Szerbia             | 1 – 2        | Magyarország        | Eb-selejtező    | 1            | 36'          |
| 43.          | 2023. szeptember 10. | Budapest, Puskás Aréna                 | Magyarország        | 1 – 1        | Csehország          | barátságos      | -            | 51' 60'      |
| 44.          | 2024. június 4.      | Dublin, Aviva Stadion                  | Írország            | 2 – 1        | Magyarország        | barátságos      | -            |              |
| 45.          | 2024. június 8.      | Debrecen, Nagyerdei stadion            | Magyarország        | 3 – 0        | Izrael              | barátságos      | -            |              |
| 46.          | 2024. június 15.     | Köln, RheinEnergieStadion (GER)        | Magyarország        | 1 – 3        | Svájc               | Eb-csoportkör   | -            |              |
| 47.          | 2024. június 19.     | Stuttgart, MHPArena                    | Németország         | 2 – 0        | Magyarország        | Eb-csoportkör   | -            |              |
| 48.          | 2024. június 23.     | Stuttgart, MHPArena (GER)              | Skócia              | 0 – 1        | Magyarország        | Eb-csoportkör   | -            | 26'          |
| 49.          | 2024. szeptember 7.  | Düsseldorf, Merkur Spiel-Arena         | Németország         | 5 – 0        | Magyarország        | Nemzetek Ligája | -            |              |
| 50.          | 2024. szeptember 10. | Budapest, Puskás Aréna                 | Magyarország        | 0 – 0        | Bosznia-Hercegovina | Nemzetek Ligája | -            |              |
| 51.          | 2024. október 11.    | Budapest, Puskás Aréna                 | Magyarország        | 1 – 1        | Hollandia           | Nemzetek Ligája | -            |              |
| 52.          | 2024. október 14.    | Zenica, Bilino Polje Stadion           | Bosznia-Hercegovina | 0 – 2        | Magyarország        | Nemzetek Ligája | -            |              |
| 53.          | 2024. november 16.   | Johan Cruijff Arena, Amszterdam        | Hollandia           | 4 – 0        | Magyarország        | Nemzetek Ligája | -            | 6'           |
| 54.          | 2024. november 19.   | Budapest, Puskás Aréna                 | Magyarország        | 1 – 1        | Németország         | Nemzetek Ligája | -            |              |
| 55.          | 2025. március 20.    | Isztambul, Rams Park                   | Törökország         | 3 – 1        | Magyarország        | Nemzetek Ligája | -            |              |
| 56.          | 2025. március 23.    | Budapest, Puskás Aréna                 | Magyarország        | 0 – 3        | Törökország         | Nemzetek Ligája | -            | 59'          |
| 57.          | 2025. június 6.      | Budapest, Puskás Aréna                 | Magyarország        | 0 – 2        | Svédország          | barátságos      | -            |              |
| 58.          | 2025. június 10.     | Baku, Dalğa Arena                      | Azerbajdzsán        | 1 – 2        | Magyarország        | barátságos      | -            |              |
|              | Összesen             |                                        |                     | 58           | mérkőzés            |                 | 6            | gól          |

## Sikerei, díjai
1. FC Kaiserslautern
- Bundesliga 2:
  -  Bronzérmes: 2012–13

 RB Leipzig
- Bundesliga 2:
  -  Ezüstérmes: 2015–16
- Bundesliga:
  -   Ezüstérmes: 2016–17, 2020–21
  -  Bronzérmes: 2018–19, 2019–20
- Német labdarúgókupa:
  -  Aranyérmes: 2021–22, 2022–23
  -  Ezüstérmes: 2018–19, 2020–21
- Német szuperkupa:
  -  Aranyérmes: 2023
- UEFA-bajnokok ligája:
  - Elődöntős: 2019–20

### Közösségi platformok
- Willi Orbán az Instagramon

### Egyéb weboldalak
- Willi Orbán adatlapja a(z) RB Leipzig honlapján (németül)
- Willi Orbán adatlapja a(z) Bundesliga weboldalán (angolul)
- Willi Orbán adatlapja a Kicker honlapján (németül)
- Hogyan kerülhetett Willi Orbán a magyar válogatottba? – Index, 2018. október 17.

| Előző Dominik Kaiser | az RB Leipzig csapatkapitánya 2017–2020 | Következő Marcel Sabitzer |